# Herpetacanthus magnobracteolatus
Herpetacanthus magnobracteolatus är en akantusväxtart som beskrevs av Indriunas och Kameyama. Herpetacanthus magnobracteolatus ingår i släktet Herpetacanthus och familjen akantusväxter. Inga underarter finns listade i Catalogue of Life.